# Campeonato Cazaque de Futebol Feminino
O Campeonato Cazaque de Futebol Feminino é a principal competição de futebol feminino do Cazaquistão. Antes de 1991, alguns clubes femininos cazaques haviam competido no sistema de liga feminina da União Soviética, mas após o colapso da União Soviética a maioria das equipes femininas partiu para a Rússia ou simplesmente se dissolveu.
O número de equipes varia de ano para ano. Em 2008, havia 4 equipes, 7 em 2009, 5 em 2015 e 6 em 2019.
A equipe campeã e a vice-campeã garantem uma vaga na Liga dos Campeões de Futebol Feminino da UEFA.

## Equipes em 2019
| Equipe                | Localização |
| --------------------- | ----------- |
| BIIK Kazygurt         | Shymkent    |
| Kyzyl-Zhar            | Petropavl   |
| Namys Shymkent        | Shymkent    |
| ODYuSSh 2 Aktobe      | Aqtöbe      |
| Okzhetpes             | Kokshetau   |
| SDYuSShOR No.8 Astana | Nur-Sultã   |

## Campeãs

### Por temporada
| Ano  | Clube         |
| ---- | ------------- |
| 2004 | Alma-KTZH     |
| 2005 | Alma-KTZH     |
| 2006 | Alma-KTZH     |
| 2007 | Alma-KTZH     |
| 2008 | Alma-KTZH     |
| 2009 | CSHVSM        |
| 2010 | CSHVSM        |
| 2011 | BIIK Kazygurt |
| 2012 | CSHVSM        |
| 2013 | BIIK Kazygurt |
| 2014 | BIIK Kazygurt |
| 2015 | BIIK Kazygurt |
| 2016 | BIIK Kazygurt |
| 2017 | BIIK Kazygurt |
| 2018 | BIIK Kazygurt |
| 2019 | BIIK Kazygurt |

CSHVSM jogou em 2009 sob o nome de SDYUSSHOR № 2.

### Por equipe
| Clube                                   | Títulos |
| --------------------------------------- | ------- |
| BIIK Kazygurt (inclui 5 como Alma-KTZH) | 13      |
| CSHVSM                                  | 3       |